# Uzina Mecanică Mija
Uzina Mecanică Mija este o fabrică de armament din România care funcționează ca filială Romarm.
Societatea produce proiectile și grenade de mână, dar și subansamble auto, din fontă și oțel.
Fabrica a fost înființată în anul 1938, sub numele de Întreprinderea Română Mecanică și Chimică Mija, ca societate pe acțiuni, cu scopul de a produce bombe de aviație și încărcătoare pentru mitraliere de avion.
Unul din fondatori a fost cunoscutul savant Elie Carafoli.
Până in 1989, la Mija se produceau grenade de mână ofensive și defensive, bombe de aviație, rachete antitanc, mitraliere cu două și patru țevi, proiectile reactive, cutii de viteze pentru transportoare blindate, dar și alte piese de mici sau mai mari dimensiuni.
Uzina era utilată cu mașini de prelucrat cu comandă numerică, mașini produse în Germania, Elveția, Japonia.
În 1991, întreprinderea a intrat în componența nou-înființatei Regii Autonome de Tehnică Militară (RATMIL RA), unitate aflată în subordinea Ministerului Industriilor.
Din acel an, volumul comenzilor de tehnică militară a scăzut astfel încât uzina s-a văzut nevoită să se reorienteze spre producția civilă.
În anul 2002, fabrica producea, pe lângă armament, cutii de viteze și mașini agricole.
Număr de angajați:
- 2007: 400[1]
- 2005: 550[5][6]
- 1989: 8.900[5][6]